# Colombiers (Vienne)
Colombiers település Franciaországban, Vienne megyében. Lakosainak száma 1418 fő (2022. január 1.). Colombiers Naintré, Scorbé-Clairvaux, Thuré, Beaumont Saint-Cyr és Jaunay-Marigny községekkel határos.

## Népesség
A település népességének változása:
| Lakosok száma | 1514 | 1518 | 1549 | 1501 | 1469 | 1438 | 1428 | 1421 | 1418 |
|               | 2013 | 2015 | 2016 | 2017 | 2018 | 2019 | 2020 | 2021 | 2022 |